# Baden del Sur
Baden del Sur (en alemán: Südbaden), formado en diciembre de 1945 de la mitad sur de la anterior República de Baden, fue una subdivisión de la zona de ocupación francesa de Alemania de la pos II Guerra Mundial. El estado fue posteriormente renombrado Baden y se convirtió en uno de los estados fundadores de la República Federal de Alemania (Alemania Occidental, en la actualidad simplemente Alemania) en 1949. En 1952, Baden se convirtió en parte del moderno estado alemán de Baden-Wurtemberg.
Este fue el último estado alemán conocido como "Baden", que había existido en varias formas desde el siglo XII.

## Formación
En la Conferencia de Yalta de 1945, a Francia le fue adjudicada una zona de ocupación para la administración de la posguerra alemana. El suroeste de Alemania —previamente consistente en Baden, Wurtemberg y la provincia prusiana de Hohenzollern— fue dividido entre Francia al sur y los Estados Unidos al norte. La frontera entre las dos zonas fue establecida de tal modo que la autobahn de conexión entre Karlsruhe y Múnich (hoy en día Bundesautobahn 8) estaba completamente contenida dentro de la zona americana; Baviera también fue puesta bajo administración americana. En la zona francesa, Hohenzollern y la mitad sur de Wurtemberg fueron fusionados para formar Wurtemberg-Hohenzollern. La mitad sur de Baden fue establecido como Baden del Sur el 1 de diciembre de 1945.  Friburgo fue designada como capital de Baden del Sur; la anterior capital de Baden (Karlsruhe) se encontraba en la zona americana.
El 19 de mayo de 1947 fue promulgada una constitución para Baden, cuyo preámbulo reclamaba para este nuevo estado ser el verdadero sucesor de la antigua Baden: aunque la mayor parte de su territorio solo había pertenecido a Baden en los últimos 150 años. Para reforzar sus reclamaciones, la constitución también adoptó la bandera y el escudo anteriores a la II Guerra Mundial para el nuevo estado. La constitución también dejaba claro que el nombre del estado era "Baden" en lugar de "Baden del Sur". En 1949, el parlamento de Baden votó en favor de la Ley Fundamental para la República Federal de Alemania
y se convirtió en estado fundador de Alemania (Occidental) desde su formación el 23 de mayo de 1949.

## Política
Durante el primer año de existencia, Baden del Sur fue directamente gobernado por la administración militar francesa. Después de las elecciones locales de diciembre de 1946, el Badische Christlich-Soziale Volkspartei (BCSV) surgió como el partido más fuerte y su líder, Leo Wohleb, fue elegido por la administración francesa como presidente de la secretaría del estado. En abril de 1947, el BCSV se asoció con la federal Unión Demócrata Cristiana (CDU), renombrándose CDU Baden siendo así un predecesor de la CDU Baden-Wurtemberg.
El 24 de julio de 1947 se realizaron las primeras y únicas elecciones de Baden, obteniendo la CDU de Wohleb una mayoría absoluta del 55,9 %. El SPB —la rama de Baden del SPD— se convirtió en la segunda fuerza con el 22,4 %. Debido a que la administración militar francesa todavía mantenía poderes ejecutivos claves en Baden, no pudo realizarse un gobierno con un único partido a pesar de la mayoría absoluta de la CDU. Los intentos para crear un gobierno con todos los partidos fracasaron, debido a los desacuerdos sobre la inclusión en el gobierno del Partido Comunista (KPD). Finalmente, se formó una gran coalición entre la CDU y el SPB, con Wohleb como ministro-presidente. Después de la formación de la República Federal de Alemania y el fin de la administración francesa, se permitieron nuevamente gobiernos de un único partido y no se necesitó más la coalición; desde 1949 hasta 1952, Wohleb gobernó Baden a la cabeza de gobiernos solo de la CDU.

## Abolición del estado

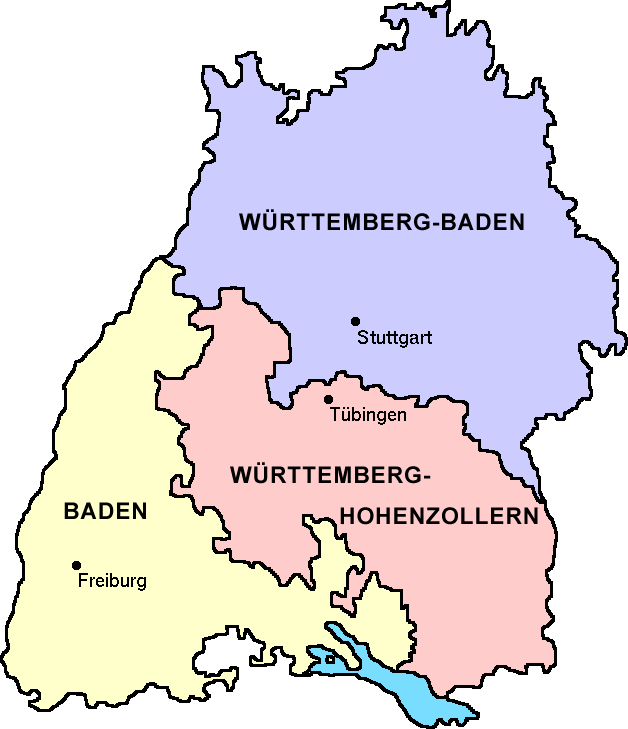
Los tres estados que se fusionaron para formar Baden-Wurtemberg en 1952.

Con el fin del gobierno militar en Alemania Occidental, las tres potencias occidentales requirieron que los líderes de los estados deberían reexaminar y finalizar las fronteras que habían sido establecidas durante la ocupación. En el suroeste, no estaba decidido si Baden y Wurtemberg deberían ser restablecidos como estados separados (con Wurtemberg absorbiendo Hohenzollern, ya que Prusia había sido abolida) o fusionados para formar un nuevo estado. En Baden, Wohleb era un fuerte oponente a la fusión. En 1950, se llevó a cabo un referéndum en relación con la fusión de los tres estados suroccidentales. Dentro de las fronteras de Baden anteriores a 1945, fue rechazada la fusión y fue elegida la restauración de Baden. Este voto en Baden fue contrapesado por la más populosa Wurtemberg, donde la fusión fue aceptada. Siguiendo este referéndum, los tres estados suroccidentales fueron fusionados para formar el moderno estado de Baden-Wurtemberg el 25 de abril de 1952.
Se emprendieron varios cursos legales contra el referéndum y la fusión resultante. El nuevo Tribunal Constitucional de Alemania (Bundesverfassungsgericht) rechazó la anulación del referéndum de 1951, después de que las votaciones de los jueces acabaran en empate. En 1956, el tribunal concluyó que el referéndum en Baden (del Sur) no fue aceptado por la mayoría y debería ser repetido. El gobierno de Baden-Wurtemberg no permitió repetir esto hasta catorce años más tarde en 1970: dieciocho años después de la fusión. Esta vez, el voto en Baden (del Sur) fue 81% en favor del statu quo.